# Joan Femenia Perelló
Joan Femenia Perelló (Búger, 1905 - 1962) fou un metge mallorquí. Es llicencià en medicina i cirurgia per la Universitat de Barcelona, i va tenir
la seva primera consulta a Llubí, des de 1932 a 1934. Després va exercir com a tocoginecòleg a Inca fins a 1936.
Al començament de la guerra civil espanyola es trobava a Barcelona, on hi va haver de viure fins a 1938 i on va poder practicar la cirurgia d'urgències a l'Hospital Clínic de Barcelona juntament amb els doctors Piulachs i Usua. El 1943 va fundar a Palma la Clínica Femenia, ubicada al carrer de Joan Miró, que es dedicava fonamentalment a la ginecologia i a la cirurgia abdominal. Posteriorment, la clínica es traslladà a la seu actual del carrer de Camilo José Cela, on treballà conjuntament amb altres pioners de la medicina moderna de Mallorca, com ara els doctors Garau, Lluís Juncosa Iglesias i Fernández Billón, entre d'altres.
Ha estat pioner a Mallorca en la realització de noves tècniques quirúrgiques com la gastrectomia total, les recessions de càncer de recte per telescopatge sobre tub, l'extirpació de càncer d'esòfag per via transtoràcica o la manometria de vies biliars. També va habilitar a la seva clínica una sala d'operacions experimental de cirurgia cardíaca, on hi operava cans per experimentar-hi. El 1941, va presentar a l'Institut de Ciències, Arts i Lletres de París un treball sobre gastrectomia d'úlcera pèptica, premiat amb la medalla Vermeil. El 1943 va llegir en el Congrés de la Societat de Cirurgia del Mediterrani, duit a terme a Barcelona, la ponència «Contribució a la tècnica de recessió del càncer del recte», amb la qual va presentar una tècnica nova i original d'extirpació i anastomosi per telescopatge.
El 1957 va ingressar a la Reial Acadèmia de Medicina i Cirurgia de Palma (ara Reial Acadèmia de Medicina de les Illes Balears) amb el discurs «Conducta terapèutica enfront a hemorràgies massives d'estómac». A la seva mort, el seu fill Llorenç Femenia es va fer càrrec de la direcció de la clínica. El 2004 va rebre el Premi Ramon Llull a títol pòstum.